# Shūf
Shūf (en árabe جبل الشوف Ŷabal al-Šūf) es una región histórica del Líbano, así como una administración de distrito en la gobernación del Monte Líbano.
Situado al sureste de Beirut, la región cuenta con una estrecha franja costera para el pueblo cristiano de Damur y los valles y laderas de las montañas occidentales de Jabal Barouk, (nombre local del macizo del Monte Líbano). Shūf es el corazón de los comunidad drusa libanesa, con el líder druso Walid Jumblatt con domicilio en el palacio Jumblatt en la ciudad de Moukhtara. Los emires del Líbano solían tener su residencia en Shūf, en particular Bashir Shihab II, quien construyó el magnífico palacio Beiteddine durante la primera mitad del siglo XIX. Otro histórico lugar de la ciudad, situado justo debajo de Beit ed-Dine, es Deir al Qamar (el monasterio de la Luna).
Baakline es otra gran ciudad en Shūf, solía ser la capital de la antigua montaña del Líbano, donde Amir Fakher El-Deen nació. Él era muy querido tanto por cristianos como drusos. Cambió su residencia a Deir al Qamar simbolizando su neutralidad.
El Shūf es la prueba viviente de la armonía entre cristianos maronitas y drusos, a pesar de varios enfrentamientos violentos ocurridos entre los dos grupos entre 1848 y 1860 y más recientemente en 1983 y 1984, durante la guerra civil libanesa (Guerra de la Montaña - Harb el Jabal). Esta guerra entre el Partido Socialista Progresista, un partido druso fundamentalista, frente a las Fuerzas Libanesas, que incluye los cristianos maronitas. La reconciliación entre los drusos y las comunidades cristianas se materializó el 8 de agosto de 2001, cuando el patriarca maronita de Antioquía, el Cardenal Mar Nasrralla Boutros Sfeir una histórica visita a la región de Shūf y se reunió con el líder druso, Jumblatt.
A pesar de una historia sangrienta Shūf es uno de los mejores lugares conservados. El mayor bosque de cedros del Líbano se encuentra en los flancos de Jabal Barouk.